# 錫耶納大學
锡耶纳大学（義大利語：Università degli Studi di Siena，简称UNISI）是意大利锡耶纳的大学，建于1240年，是欧洲最古老的大学之一，也是意大利第一所公立大学。当今锡耶纳大学以其法学院和医学院闻名。

## 知名校友
- ，医学教授。
- ，法学学生。
- 弗兰克·哈恩（1925-2013），英国经济学家，经济学教授。
- 安东尼奥·塔布其（1943-2012），意大利作家，葡萄牙语与文学教授。